# Huish (Torridge)
Huish is een civil parish in het bestuurlijke gebied Torridge, in het Engelse graafschap Devon. In 2001 telde het civil parish 49 inwoners. Huish komt in het Domesday Book (1086) voor als 'Hiwis' / 'Hywis' / 'Iwis' / 'Ywis'. De civil parish telt 12 monumentale panden.